# Hospital Naval de Puerto Williams
El Hospital Naval de Puerto Williams es uno de los cuatro hospitales que forman la Red Hospitalaria del Sistema de Salud Naval (Chile) el cual está ubicado en la austral ciudad de Puerto Williams, es dependiente de la Armada de Chile.

## Historia
Con la fundación de Puerto Williams se construye una "Posta Sanitaria" que era atendida por un enfermero enviado por la Armada y además, tenía una farmacia anexada. Ambas servían como servicio público a los habitantes de la jurisdicción de Navarino. Los casos más graves eran trasladados a Punta Arenas.
Debido al crecimiento de la demanda de salud, en 1957 se hizo necesaria la construcción de un pequeño hospital que contara con un médico residente, un practicante y una matrona. A inicios de dicho año, la visita del presidente en ejercicio Carlos Ibáñez del Campo a la ciudad, impartió las instrucciones necesarios para la construcción de un edificio de salud pública. El Servicio de Salud entregó el financiamiento para la construcción, y la Armada la mano de obra, al finalizar la construcción, el Servicio de Salud habilitó el edificio de salud pública, el que quedó a cargo de una matrona y un practicante.
En abril de 1958, el Comandante en Jefe de la Armada, Vicealmirante Leopoldo Fontaine Nakin, expuso al ministro de defensa de la época la necesidad y conveniencia que esta casa de socorros estuviera a cargo de la Armada para evitar una doble dependencia administrativa, ya que se encontraba dentro de una base institucional con personal que pertenecía a otro ministerio. Fue así como la Armada aportó con un "Oficial de Sanidad Naval" en forma permanente y con fecha de 24 de abril de 1960 se inaugura como "Casa de Socorros y Primeros Auxilios" el primer Hospital Naval de Puerto Williams, con 459 m² de construcción. Su primer director fue el Teniente Primero SN Fernando Rivas González.
Para el año 1962 se amplia construyéndose un anexo destinado a Lavandería, Cocina y Sala de Caldera para la calefacción central del hospital. El año 1979 se amplia a lo que es en la actualidad, con 638 m². En 1999 se remodela completamente a lo que se puede apreciar en la actualidad.